# Фассбендер, Майкл
Майкл Фа́ссбендер (англ. Michael Fassbender; род. 2 апреля 1977[…], Гейдельберг, Баден-Вюртемберг) — ирландский актёр, кинопродюсер и автогонщик.
Наиболее известен ролью Магнето в фильмах «Люди Икс: Первый класс», «Люди Икс: Дни минувшего будущего», «Люди Икс: Апокалипсис» и «Люди Икс: Тёмный Феникс», а также своим сотрудничеством с режиссёром Стивом Маккуином, у которого снялся в фильмах «Голод», «Стыд» и «12 лет рабства». Также известен ролями в фильмах «300 спартанцев», «Бесславные ублюдки», «Джейн Эйр», «Опасный метод», «Прометей», «Чужой: Завет», «Макбет», «Стив Джобс» и в телесериалах «Братья по оружию» и «Пуаро Агаты Кристи».
Обладатель кубка Вольпи за лучшую мужскую роль (2011), трёх премий Лондонской ассоциации кинокритиков (2009, 2010, 2011) и награды Американской Гильдии киноактёров (2010), двукратный номинант на премию «Оскар» (2014, 2016), трёхкратный номинант на премию «Золотой глобус» (2012, 2014, 2016), четырёхкратный номинант на премию BAFTA (2009, 2012, 2014, 2016).
Хотя Фассбендер родился в Германии, родным языком для него является английский, и по-немецки он говорит с очень сильным акцентом, из-за чего он никогда не дублировал самого себя на немецком языке, где чаще всего его дублирует актёр Норман Матт.

## Биография
Майкл Фассбендер родился 2 апреля 1977 года в Гейдельберге, ФРГ. Мать — ирландка, отец — немец. Согласно семейному древу Фассбендера, мать — правнучатая племянница ирландского революционера Майкла Коллинза. В 1979 году семья переехала в город Килларни (Ирландия), где отец открыл ресторан West End House и работал там шеф-поваром.
После окончания колледжа отправился в Корк, где прошёл годовой курс обучения в Colaiste Stiofain Naofa.
Поступил в Drama Centre London, но на последнем году бросил обучение. После прощания с «Central School of Speech and Drama» отправился на гастроли со спектаклем «Три сестры» от «Oxford Stage Company».

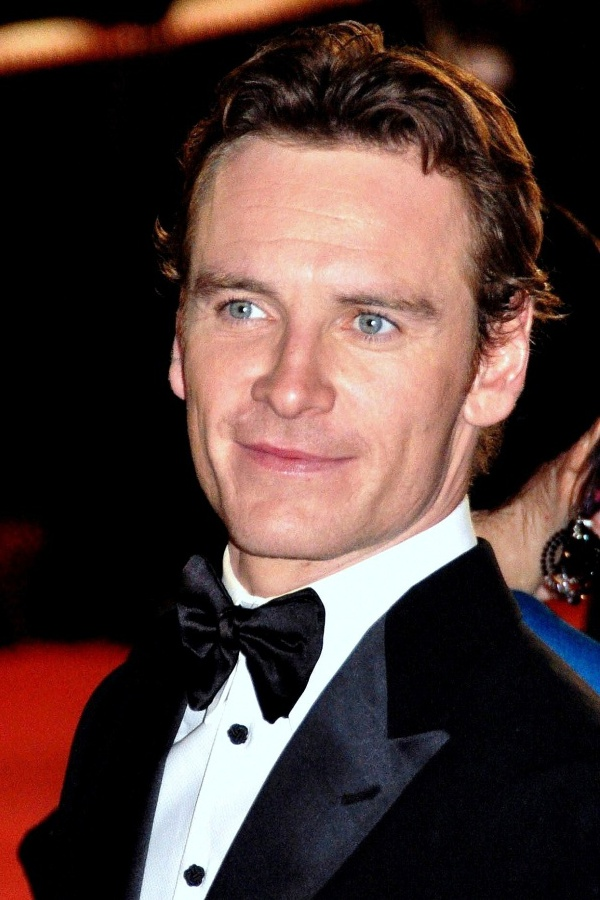
Майкл Фассбендер на Каннском фестивале в 2009 году

Снялся в клипе группы The Cooper Temple Clause на песню «Blind Pilots».
Снялся в рекламном ролике авиакомпании SAS и пива Гиннесс.
Первой ролью Фассбендера стала роль сержанта Бёртона Кристенсона в мини-сериале «Братья по оружию».
Из последних заметных ролей — лейтенант Арчи Хикокс в «Бесславных ублюдках», Квинт Дий в «Центурионе», Бёрк в «Джоне Хекс», Магнето в «Людях Икс: Первый класс», психиатр Карл Юнг в «Опасном методе» и андроид Дэвид в «Прометее».
10 сентября 2011 года Фассбендер получил кубок Вольпи за лучшую мужскую роль за роль Брэндона в фильме «Стыд».
В 2014 году был впервые выдвинут на премию «Оскар» в номинации «Лучшая мужская роль второго плана» и удостоен многочисленных наград за злодейскую роль садистского рабовладельца в исторической драме «12 лет рабства».
В 2016 году был номинирован во второй раз на премию «Оскар» в номинации «Лучшая мужская роль» за роль основателя фирмы Apple Стива Джобса в фильме Дэнни Бойла «Стив Джобс». Был удостоен премии IFTA и других наград.
В марте 2023 года стало известно, что актёр снимется с Алисией Викандер в картине На Хонджина «Надежда».

## Автогонки

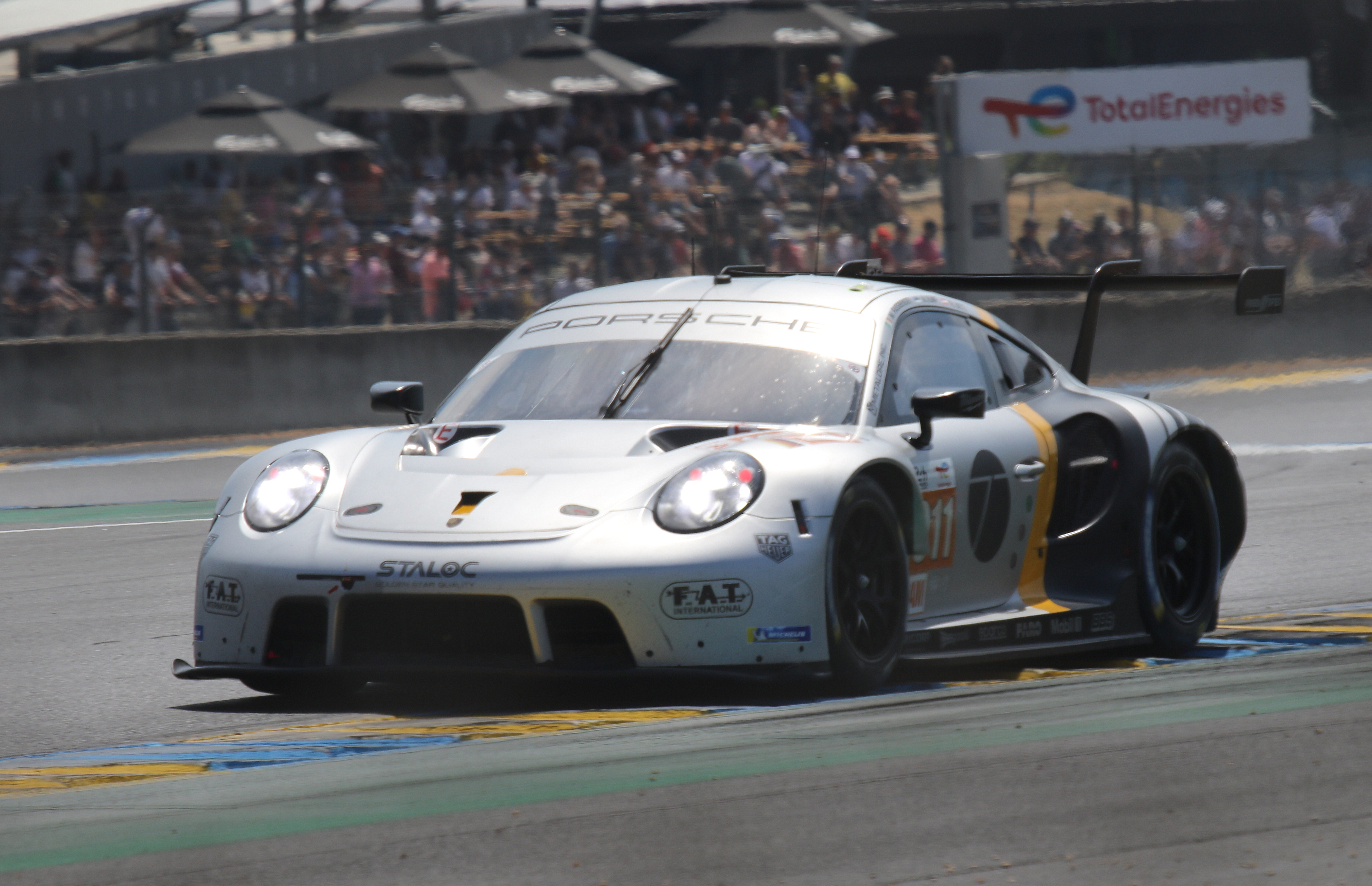
Porsche 911 RSR Майкла Фассбендера на гонке Ле-Ман 2023 года

Большой поклонник «Формулы-1» и команды «Феррари».
В 2017—2018 годах участвовал в гонках Ferrari Challenge (заявлялся в 2017 году под немецким флагом). 27 января 2018 года одержал победу в Дейтоне.
В 2019 году участвовал в German Porsche Racing Experience.
С 2020 года — участник серии ELMS в команде Proton Competition, класс LMGTE на Porsche 911 RSR. В 2023 году актёр врезался в ограждение гоночной трассы на Porsche 911, однако сам не пострадал и смог вернуть машину в боксы до дисквалификации.
Участник «24 часов Ле-Мана» 2022 года — 51 место. В гонке 2023 года экипаж Фассбендера сошёл.

## Личная жизнь
С конца 2010 по лето 2011 года встречался с коллегой по фильму «Люди Икс: Первый класс» Зои Кравиц, дочерью Ленни Кравица.
С июня 2012 по январь 2013 года встречался с американской актрисой Николь Бехари.
Встречался до марта 2014 года с итальянской моделью и актрисой румынского происхождения Мадалиной Генеа.
С декабря 2014 года встречался со своей коллегой по фильму «Свет в океане» Алисией Викандер. 14 октября 2017 года они поженились. Супружеская пара живёт в Лиссабоне. В 2021 году у пары родился первенец. В 2024 году родился второй ребёнок.

## Фильмография
| Год       |     | Русское название                      | Оригинальное название                                  | Роль                            |
| --------- | --- | ------------------------------------- | ------------------------------------------------------ | ------------------------------- |
| 2001      | с   | Братья по оружию                      | Band of Brothers                                       | сержант Бёртон (Пэт) Кристенсон |
| 2001      | с   | Сердца и кости                        | Hearts and Bones                                       | Германн                         |
| 2002      | с   | NCS Manhunt                           | NCS Manhunt                                            | Джек Сильвер                    |
| 2002      | с   | Холби Сити                            | Holby City                                             | Кристиан Коннолли               |
| 2003      | тф  | Карла                                 | Carla                                                  | Роб                             |
| 2004—2005 | с   | Ведьма                                | Hex                                                    | Азазель                         |
| 2004      | тф  | Заговор против короны                 | Gunpowder, Treason & Plot                              | Гай Фокс                        |
| 2004      | тф  | Самые таинственные убийства           | Julian Fellowes Investigates: A Most Mysterious Murder | Чарльз Браво                    |
| 2004      | тф  | Медведица по имени Винни              | A Bear Named Winnie                                    | лейтенант Гарри Колборн         |
| 2004      | тф  | Шерлок Холмс и дело о шёлковом чулке  | Sherlock Holmes and the Case of the Silk Stocking      | Чарльз Аллен                    |
| 2005      | с   | Закон Мёрфи                           | Murphy's Law                                           | Каз Миллер                      |
| 2005      | тф  | Наши скрытые жизни                    | Our Hidden Lives                                       | немецкий военнопленный          |
| 2005      | с   | Уильям и Мэри                         | William and Mary                                       | Лукаш                           |
| 2006      | с   | Пуаро Агаты Кристи                    | Agatha Christie's Poirot                               | Джордж Эбернети                 |
| 2006      | с   | Испытание и возмездие: Грехи отца     | Trial & Retribution: Sins of the Father                | Дуглас Несбитт                  |
| 2006      | ф   | 300 спартанцев                        | 300                                                    | Стелиос                         |
| 2007      | ф   | Ангел                                 | Angel                                                  | Эсме                            |
| 2007      | ф   | Золотая рыбка                         | Goldfish                                               | парень                          |
| 2007      | тф  | Красотки на выданье                   | Wedding Belles                                         | Барни                           |
| 2008      | ф   | Голод                                 | Hunger                                                 | Бобби Сэндс                     |
| 2008      | ф   | Райское озеро                         | Eden Lake                                              | Стив                            |
| 2008      | мтф | Любовница Дьявола: Унесённые страстью | The Devil's Whore                                      | Томас Рэйнсборо                 |
| 2009      | ф   | Человек на мотоцикле                  | Man on a Motorcycle                                    | курьер                          |
| 2009      | ф   | Кровавый ручей                        | Blood Creek                                            | Ричард Вёрт                     |
| 2009      | ф   | Аквариум                              | Fish Tank                                              | Коннор                          |
| 2009      | ф   | Бесславные ублюдки                    | Inglourious Basterds                                   | лейтенант Арчи Хикокс           |
| 2010      | ф   | Центурион                             | Centurion                                              | Квинт Дий                       |
| 2010      | ф   | Джона Хекс                            | Jonah Hex                                              | Бёрк                            |
| 2011      | ф   | Джейн Эйр                             | Jane Eyre                                              | Эдвард Рочестер                 |
| 2011      | ф   | Люди Икс: Первый класс                | X-Men: First Class                                     | Эрик Леншер / Магнето           |
| 2011      | ф   | Опасный метод                         | A Dangerous Method                                     | Карл Юнг                        |
| 2011      | ф   | Стыд                                  | Shame                                                  | Брэндон                         |
| 2012      | кор | Кража в кромешной тьме                | Pitch Black Heist                                      | Майкл                           |
| 2012      | ф   | Нокаут                                | Haywire                                                | Пол                             |
| 2012      | ф   | Прометей                              | Prometheus                                             | андроид Дэвид                   |
| 2013      | ф   | 12 лет рабства                        | 12 Years a Slave                                       | Эдвин Эппс                      |
| 2013      | док | 1                                     | 1                                                      | рассказчик                      |
| 2013      | ф   | Советник                              | The Counselor                                          | советник                        |
| 2014      | ф   | Фрэнк                                 | Frank                                                  | Фрэнк                           |
| 2014      | ф   | Люди Икс: Дни минувшего будущего      | X-Men: Days of Future Past                             | Эрик Леншер / Магнето           |
| 2014      | ф   | Строго на запад                       | Slow West                                              | Сайлас Селлек                   |
| 2015      | ф   | Макбет                                | Macbeth                                                | Макбет                          |
| 2015      | ф   | Стив Джобс                            | Steve Jobs                                             | Стив Джобс                      |
| 2016      | ф   | Афера по-английски                    | Trespass Against Us                                    | Чед Катлер                      |
| 2016      | ф   | Свет в океане                         | The Light Between Oceans                               | Том Шерборн                     |
| 2016      | ф   | Люди Икс: Апокалипсис                 | X-Men: Apocalypse                                      | Эрик Леншер / Магнето           |
| 2016      | ф   | Кредо убийцы                          | Assassin's Creed                                       | Каллум Линч / Агилар де Нерха   |
| 2017      | ф   | Чужой: Завет                          | Alien: Covenant                                        | андроиды Дэвид и Уолтер         |
| 2017      | ф   | Между нами музыка                     | Song to Song                                           | Кук                             |
| 2017      | ф   | Снеговик                              | The Snowman                                            | Харри Холе                      |
| 2019      | ф   | Люди Икс: Тёмный Феникс               | Dark Phoenix                                           | Эрик Леншер / Магнето           |
| 2023      | ф   | Следующий гол — победный              | Next Goal Wins                                         | Томас Ронген                    |
| 2023      | ф   | Убийца                                | The Killer                                             | Киллер                          |
| 2024      | ф   | Kneecap                               | Kneecap                                                | Арло                            |
| 2024      | с   | Агентство                             | The Agency                                             | агент «марсианин»               |
| 2025      | ф   | Чёрный чемодан — двойная игра         | Black Bag                                              | Джордж Вудхауз                  |
| 2026      | ф   | Надежда                               | Hope                                                   |                                 |
|           | ф   | Кунг Фьюри 2                          | Kung Fury 2                                            | Кольт Магнум                    |

## Награды и номинации
Полный список наград и номинаций на сайте IMDb.
| Награды и номинации | Награды и номинации                               | Награды и номинации                                               | Награды и номинации                     | Награды и номинации |
| Год                 | Награда                                           | Категория                                                         | Фильм                                   | Результат           |
| ------------------- | ------------------------------------------------- | ----------------------------------------------------------------- | --------------------------------------- | ------------------- |
| 2008                | Премия британского независимого кино              | Лучшая мужская роль                                               | «Голод»                                 | Победа              |
| 2008                | Международный кинофестиваль в Чикаго              | Серебряный Хьюго за лучшую мужскую роль                           | «Голод»                                 | Победа              |
| 2008                | Премия ирландского кинематографа и телевидения    | Лучшая мужская роль                                               | «Голод»                                 | Победа              |
| 2008                | Премия Лондонского кружка кинокритиков            | Лучший британский актёр                                           | «Голод»                                 | Победа              |
| 2008                | Международный кинофестиваль в Стокгольме          | Лучшая мужская роль                                               | «Голод»                                 | Победа              |
| 2008                | BAFTA                                             | Восходящая звезда                                                 | «Голод»                                 | Номинация           |
| 2008                | Премия европейского кинематографа                 | Лучшая мужская роль                                               | «Голод»                                 | Номинация           |
| 2008                | Ассоциация кинокритиков Торонто                   | Лучшая мужская роль                                               | «Голод»                                 | Номинация           |
| 2008                | Премия ирландского кинематографа и телевидения    | Лучшая мужская роль второго плана — телесериал                    | «Любовница Дьявола: Унесенные страстью» | Номинация           |
| 2009                | Международный кинофестиваль в Чикаго              | Лучшая мужская роль второго плана                                 | «Аквариум»                              | Победа              |
| 2009                | Премия Лондонского кружка кинокритиков            | Лучшая мужская роль второго плана, исполненная британским актёром | «Аквариум»                              | Победа              |
| 2009                | Премия британского независимого кино              | Лучшая мужская роль второго плана                                 | «Аквариум»                              | Номинация           |
| 2009                | Премия ирландского кинематографа и телевидения    | Лучшая мужская роль второго плана                                 | «Аквариум»                              | Номинация           |
| 2009                | Премия Гильдии киноактёров США                    | Лучший актёрский состав в игровом кино                            | «Бесславные ублюдки»                    | Победа              |
| 2011                | Национальный совет кинокритиков США               | Сияющая звезда                                                    | «Джейн Эйр»                             | Победа              |
| 2011                | Ассоциация кинокритиков Лос-Анджелеса             | Лучшая мужская роль                                               | «Джейн Эйр»                             | Победа              |
| 2011                | Премия IGN                                        | Лучший актёрский состав                                           | «Люди Икс: Первый Класс»                | Победа              |
| 2011                | Национальный совет кинокритиков США               | Сияющая звезда                                                    | «Люди Икс: Первый Класс»                | Победа              |
| 2011                | Ассоциация кинокритиков Лос-Анджелеса             | Лучшая мужская роль                                               | «Люди Икс: Первый Класс»                | Победа              |
| 2011                | Премия Scream                                     | Лучший актёр в фантастическом фильме                              | «Люди Икс: Первый Класс»                | Номинация           |
| 2011                | Премия Scream                                     | Лучший мужской персонаж                                           | «Люди Икс: Первый Класс»                | Номинация           |
| 2011                | Премия Scream                                     | Лучший актёрский состав                                           | «Люди Икс: Первый Класс»                | Номинация           |
| 2011                | Выбор народа                                      | Лучший актёрский состав                                           | «Люди Икс: Первый Класс»                | Номинация           |
| 2011                | Национальный совет кинокритиков США               | Сияющая звезда                                                    | «Опасный метод»                         | Победа              |
| 2011                | Ассоциация кинокритиков Лос-Анджелеса             | Лучшая мужская роль                                               | «Опасный метод»                         | Победа              |
| 2011                | Премия Лондонского кружка кинокритиков            | Лучший британский актёр                                           | «Опасный метод»                         | Победа              |
| 2011                | Венецианский кинофестиваль                        | Кубок Вольпи за лучшую мужскую роль                               | «Стыд»                                  | Победа              |
| 2011                | Премия британского независимого кино              | Лучшая мужская роль                                               | «Стыд»                                  | Победа              |
| 2011                | Общество кинокритиков Детройта                    | Лучшая мужская роль                                               | «Стыд»                                  | Победа              |
| 2011                | Круг кинокритиков Флориды                         | Лучшая мужская роль                                               | «Стыд»                                  | Победа              |
| 2011                | Общество кинокритиков Хьюстона                    | Лучшая мужская роль                                               | «Стыд»                                  | Победа              |
| 2011                | Ассоциация кинокритиков Лос-Анджелеса             | Лучшая мужская роль                                               | «Стыд»                                  | Победа              |
| 2011                | Национальный совет кинокритиков США               | Сияющая звезда                                                    | «Стыд»                                  | Победа              |
| 2011                | Ассоциация кинокритиков Вашингтона                | Лучшая мужская роль                                               | «Стыд»                                  | Номинация           |
| 2011                | Ассоциация кинокритиков Чикаго                    | Лучшая мужская роль                                               | «Стыд»                                  | Номинация           |
| 2011                | Спутник                                           | Лучшая мужская роль — драма                                       | «Стыд»                                  | Номинация           |
| 2011                | Премия Лондонского кружка кинокритиков            | Лучшая мужская роль                                               | «Стыд»                                  | Номинация           |
| 2011                | Премия Лондонского кружка кинокритиков            | Лучший британский актёр                                           | «Стыд»                                  | Победа              |
| 2011                | Общество кинокритиков Феникса                     | Лучшая мужская роль                                               | «Стыд»                                  | Номинация           |
| 2011                | Выбор критиков                                    | Лучшая мужская роль                                               | «Стыд»                                  | Номинация           |
| 2011                | Золотой глобус                                    | Лучшая мужская роль — драма                                       | «Стыд»                                  | Номинация           |
| 2011                | BAFTA                                             | Лучшая мужская роль                                               | «Стыд»                                  | Номинация           |
| 2011                | Премия Европейской киноакадемии                   | Лучшая мужская роль                                               | «Стыд»                                  | Номинация           |
| 2013                | Премия австралийского кинематографа и телевидения | Лучшая мужская роль второго плана                                 | «12 лет рабства»                        | Победа              |
| 2013                | Ассоциация кинокритиков Чикаго                    | Лучшая мужская роль второго плана                                 | «12 лет рабства»                        | Номинация           |
| 2013                | Независимый дух                                   | Лучшая мужская роль второго плана                                 | «12 лет рабства»                        | Номинация           |
| 2013                | Круг кинокритиков Канзаса                         | Лучшая мужская роль второго плана                                 | «12 лет рабства»                        | Победа              |
| 2013                | Премия Лондонского кружка кинокритиков            | Лучшая мужская роль второго плана                                 | «12 лет рабства»                        | Номинация           |
| 2013                | Премия Лондонского кружка кинокритиков            | Лучший британский актёр                                           | «12 лет рабства»                        | Номинация           |
| 2013                | Общество онлайн-кинокритиков                      | Лучшая мужская роль второго плана                                 | «12 лет рабства»                        | Победа              |
| 2013                | Общество кинокритиков Феникса                     | Лучшая мужская роль второго плана                                 | «12 лет рабства»                        | Номинация           |
| 2013                | Общество кинокритиков Сан-Диего                   | Лучшая мужская роль второго плана                                 | «12 лет рабства»                        | Номинация           |
| 2013                | Круг кинокритиков Сан-Франциско                   | Лучшая мужская роль второго плана                                 | «12 лет рабства»                        | Номинация           |
| 2013                | Спутник                                           | Лучшая мужская роль второго плана                                 | «12 лет рабства»                        | Номинация           |
| 2013                | Общество кинокритиков Ванкувера                   | Лучшая мужская роль второго плана                                 | «12 лет рабства»                        | Номинация           |
| 2013                | Ассоциация кинокритиков Вашингтона                | Лучшая мужская роль второго плана                                 | «12 лет рабства»                        | Номинация           |
| 2013                | Выбор критиков                                    | Лучшая мужская роль второго плана                                 | «12 лет рабства»                        | Номинация           |
| 2013                | Золотой глобус                                    | Лучшая мужская роль второго плана                                 | «12 лет рабства»                        | Номинация           |
| 2013                | BAFTA                                             | Лучшая мужская роль второго плана                                 | «12 лет рабства»                        | Номинация           |
| 2013                | Премия Гильдии киноактёров США                    | Лучшая мужская роль второго плана                                 | «12 лет рабства»                        | Номинация           |
| 2013                | Премия Гильдии киноактёров США                    | Лучший актёрский состав в игровом кино                            | «12 лет рабства»                        | Номинация           |
| 2013                | Оскар                                             | Лучшая мужская роль второго плана                                 | «12 лет рабства»                        | Номинация           |
| 2016                | Золотой глобус                                    | Лучшая мужская роль в драме                                       | «Стив Джобс»                            | Номинация           |
| 2016                | BAFTA                                             | Лучшая мужская роль                                               | «Стив Джобс»                            | Номинация           |
| 2016                | Премия Гильдии киноактёров США                    | Лучшая мужская роль                                               | «Стив Джобс»                            | Номинация           |
| 2016                | Оскар                                             | Лучшая мужская роль                                               | «Стив Джобс»                            | Номинация           |